# 17-й армійський корпус (Третій Рейх)
17-й армі́йський ко́рпус (нім. XVII. Armeekorps) — армійський корпус Вермахту за часів Другої світової війни.

## Історія
XVII-й армійський корпус був заснований 1 квітня 1938 у Відені на базі 17-го військового округу (нім. Wehrkreis XVII).

## Райони бойових дій
- Польща (вересень — листопад 1939);
- Німеччина (Західний Вал) (листопад 1939 — червень 1940);
- Франція (червень — липень 1940);
- Польща (липень 1940 — червень 1941);
- СРСР (південний напрямок) (червень 1941 — лютий 1945);
- Угорщина та Німеччина (Сілезія) (лютий — травень 1945).

## Командування

### Командири
- генерал від інфантерії Вернер Кініц (нім. Werner Kienitz) (1 вересня 1939 — 23 лютого 1942);
- генерал від інфантерії Карл-Адольф Голлідт (нім. Karl-Adolf Hollidt) (23 січня — 2 квітня 1942);
- генерал-полковник Карл Штрекер (нім. Karl Strecker) (2 квітня — 12 червня 1942);
- генерал-полковник Карл-Адольф Голлідт (12 червня — 23 листопада 1942);
- генерал-лейтенант Дітріх фон Хольтіц (нім. Dietrich von Choltitz) (7 грудня 1942 — 5 березня 1943), ТВО;
- генерал від інфантерії Вільгельм Шнеккенбургер (нім. Wilhelm Schneckenburger) (5 березня — 1 серпня 1943);
- генерал артилерії Еріх Бранденбергер (нім. Erich Brandenberger) (1 серпня — 21 листопада 1943);
- генерал гірсько-піхотних військ Ганс Крейсінг (нім. Hans Kreysing) (21 листопада 1943 — 27 квітня 1944);
- генерал від інфантерії доктор наук Франц Баєр (нім. Franz Beyer) (27 квітня — 25 травня 1944);
- генерал гірсько-піхотних військ Ганс Крейсінг (25 травня — 28 грудня 1944);
- генерал інженерних військ Отто Тіманн (нім. Otto Tiemann) (28 грудня 1944 — 8 травня 1945).

## Бойовий склад 17-го армійського корпусу
Формування управління, забезпечення та підтримки
- 417-те управління корпусного постачання (Korps-Nachschubtruppen 417);
- 66-й корпусний батальйон зв'язку (Korps-Nachrichten-Abteilung 66);
- 44-те артилерійське командування (Arko 44), [2];
- 417-й корпусний кулеметний батальйон (Korps MG Bataillon 417);
- 417-й топографічний відділ корпусу (Korps-Kartenstelle 417);
- 417-й взвод фельджандармерії (Feldgendarmerie-Trupp 417);
- 417-та польова пошта (Feldpostamt 417).

- 44-та піхотна дивізія (44. Infanterie-Division);
- 4-та легка дивізія (4. leichte Division);
- 69-та резервна дивізія (69. Reserve-Division);
- піхотний полк СС «Дойчланд» (SS-Infanterie-Regiment "Deutschland").

- 7-ма піхотна дивізія (7. Infanterie-Division);
- 44-та піхотна дивізія;
- 45-та піхотна дивізія (45. Infanterie-Division).

- 44-та піхотна дивізія;
- 46-та піхотна дивізія (46. Infanterie-Division);
- 256-та піхотна дивізія (256. Infanterie-Division).

- 10-та піхотна дивізія (10. Infanterie-Division);
- 26-та піхотна дивізія (26. Infanterie-Division);
- поліційна дивізія СС (Polizei-Division).

- 10-та піхотна дивізія;
- 26-та піхотна дивізія;
- 86-та піхотна дивізія (86. Infanterie-Division);
- поліційна дивізія СС.

- 168-ма піхотна дивізія (168. Infanterie-Division);
- 297-ма піхотна дивізія (297. Infanterie-Division);
- 298-ма піхотна дивізія (298. Infanterie-Division).

- 56-та піхотна дивізія (56. Infanterie-Division);
- 62-га піхотна дивізія (62. Infanterie-Division).

- 44-та піхотна дивізія;
- 296-та піхотна дивізія (296. Infanterie-Division);
- 298-ма піхотна дивізія.

- 79-та піхотна дивізія (79. Infanterie-Division);
- 294-та піхотна дивізія (294. Infanterie-Division).

- 79-та піхотна дивізія;
- 113-та піхотна дивізія (113. Infanterie-Division);
- 294-та піхотна дивізія.

- 294-та піхотна дивізія;
- 302-га піхотна дивізія (302. Infanterie-Division);
- 306-та піхотна дивізія (306. Infanterie-Division).

- 123-тя піхотна дивізія (123. Infanterie-Division);
- 125-та піхотна дивізія (125. Infanterie-Division);
- 1/3 294-ї піхотної дивізії.

- 9-та піхотна дивізія (9. Infanterie-Division);
- 17-та піхотна дивізія (17. Infanterie-Division);
- 258-ма піхотна дивізія (258. Infanterie-Division);
- 306-та піхотна дивізія;
- 335-та піхотна дивізія (335. Infanterie-Division).

- корпусна група «F» (Korps-Abteilung F);
- 2-га парашутна дивізія (2. Fallschirmjäger-Division);
- 17-та піхотна дивізія;
- частини 4-ї гірсько-піхотної дивізії (4. Gebirgs-Division).

- 3-тя гірсько-піхотна дивізія (3. Gebirgs-Division);
- 8-ма єгерська дивізія (8. Jäger-Division);
- група Велкера (Gruppe Welker).

- 20-та танкова дивізія (20. Panzer-Division);
- бойова група з 19-та танкової дивізії (Kampfgruppe 19. Panzer-Division);
- бойова група з 359-ї піхотної дивізії (Kampfgruppe 359. Infanterie-Division).